# Ричардсон, Джейсон (легкоатлет)
Джейсон Ричардсон — американский легкоатлет, который специализируется в беге на 110 метров с барьерами. Серебряный призёр олимпийских игр 2012 года.
Родился в Хьюстоне. Профессиональную карьеру начал в 2003 году. Учился в университете Южной Каролины. Специализируется в беге на 110 метров с барьерами. Двукратный чемпион мира среди юношей 2003 года в беге на 110 метров с/б и 400 метров с/б. Победитель национальной ассоциации студентов 2008 года. Бронзовый призёр чемпионата США 2011 года.
На чемпионате мира 2011 года выиграл золотую медаль с результатом 13,16.
Занял 4-е место на чемпионате мира 2013 года в Москве.